# Luchtvaart in de 20e eeuw
Dit artikel geeft een overzicht van de luchtvaart in de 20e eeuw.

## 1900 tot 1910
- 1900
  - Wilhelm Kress vindt de stuurknuppel uit.
  - 2 juli: Ferdinand von Zeppelin maakt een vlucht met het eerste rigide luchtschip, de LZ1 Zeppelin, van 18 minuten over het Bodenmeer.
  - Wilbur Wright maakt een aantal testvluchten met hun eerste zweefvliegtuig.
- 1901
  - De Sloveense (destijds nog Austro-Hongaarse) Ján Bahýľ maakt een sprong van 50 centimeter met zijn helikopter-ontwerp.
  - 31 juli: De Duitse meteorologen Arthur Berson en Reinhard Süring stijgen tot een hoogte van 10.800 meter in hun luchtballon de "Preußen".
  - 18 augustus: Gustave Whitehead zou een succesvolle gecontroleerde bemande en gemotoriseerde vlucht hebben gemaakt in zijn Number 21 boven Bridgeport (Connecticut). Twee jaar voor de gebroeders Wright.
  - 19 oktober: Alberto Santos-Dumont vliegt met zijn luchtschip Nr. 6 om de Eiffeltoren en wint hiermee de Deutsch preise.
  - 29 oktober: In Groot-Brittannië wordt de Royal Aero Club opgericht.
  - Wilhelm Kress maakt een korte hop met een watervliegtuig driedekker, maar kapseist.
  - De gebroeders Wright optimaliseren hun vleugelontwerp met behulp van windtunneltesten.
- 1902
  - De gebroeders Wright maken verschillende vluchten met hun zweefvliegtuig Nr.3, de resultaten worden direct verwerkt in hun uiteindelijke Flyer.
  - 17 januari: Gustave Whitehead zou een succesvolle gecontroleerde bemande en gemotoriseerde vlucht hebben gemaakt in zijn watervliegtuig, een afgeleide van zijn Number 21.
  - 4 februari: Robert Falcon Scott en Ernest Shackleton maken de eerste ballonvaart boven Antarctica.
  - maart: De Duitse Antarctische Expeditie onder leiding van Erich von Drygalski maakt gebruik van een luchtballon om de kust te verkennen van Wilhelm II Land.
  - 30 april: In St. Louis vindt de St. Louis Aeronautical Exposition plaats, waar Octave Chanut een replica van zijn zweefvliegtuig uit 1896 demonstreert.
- 1903
  - Léon Levavasseur demonstreert zijn Antoinette motor, speciaal gebouwd voor vliegtuigen.
  - Konstantin Tsiolkovski zet de basis voor raketvoorstuwing uiteen in zijn artikel De ontdekking van de ruimte door de raketwetenschap.
  - 16 februari: De Roemeen Traian Vuia presenteert aan het Académie des Sciences in Parijs de mogelijkheden van zwaarder-dan-luchtvliegen met behulp van zijn machine. Zijn ideeën worden afgewezen met het commentaar; "De problemen rondom het vliegen met een machine zwaarder dan lucht, kunnen niet worden opgelost en blijven slechts een droom".
  - 31 maart, Richard Pearse zou in het Nieuw-Zeelandse Upper Waitohi, nabij Timaru, een succesvolle bemande gemotoriseerde gecontroleerde vlucht hebben gemaakt in een vliegtuig van eigen makelij. Hij legde daarbij een afstand af van 45 meter.
  - 11 mei: Richard Pearse zou een tweede succesvolle vlucht hebben gemaakt van ongeveer 900 meter.
  - 18 augustus:De Duitser Karl Jatho zou een succesvolle bemande gemotoriseerde en gecontroleerde vlucht hebben gemaakt van 60 meter.
  - 12 november: De gebroeders Paul en Pierre Lebaudy maken een gecontroleerde vlucht in hun luchtschip.
  - 17 december: Orville Wright maakt de eerste succesvolle bemande gemotoriseerde en gecontroleerde vlucht in de Flyer op het strand van Kitty Hawk, North Carolina.
- 1904
  - De gebroeder Wright deponeren hun patent van de Flyer ook in Duitsland en Frankrijk.
  - 3 april: Gabriel Voisin maakt een succesvolle vlucht met een aangepast Archdeacon zweefvliegtuig bij Berck-sur-Mer. Voisin voegde een canardvleugel aan het oorspronkelijke ontwerp van Ferdinand Ferber toe.
  - juni: Het Britse leger maakt testvluchten met de bemande vlieger van Samuel Cody bij Aldershot.
  - 3 augustus: Majoor Thomas Scott Baldwin demonstreert het eerste succesvolle luchtschip van het Amerikaanse leger, de "California Arrow".
  - 20 september, Wilbur Wright maakt de eerste rondvlucht in de Flyer II.
  - 9 november, Wilbur Wright maakt met de Flyer II een vlucht van langer dan vijf minuten nabij Dayton, Ohio.
- 1905
  - In Santa Clara, Californië vliegt Daniel Maloney 20 minuten lang met een zweefvliegtuig. Nadat hij was gestart vanaf een ballon die hing op een hoogte van 1.220 meter. Hij stortte bij latere pogingen neer.
  - Het U.S. Army Signal Corps brengt al zijn ballonschoolactiviteiten over naar Fort Omaha in Nebraska.
  - 27 april: Sapper Moreton van de ballonafdeling van het Britse leger wordt 792 meter de lucht in gedragen door een vlieger, onder leiding van ontwerper Samuel Cody.
  - 28 april: Maurice Stanislas Léger, een Franse ingenieur, stijgt op met een door hem ontworpen helikopter.
  - 6 juni: Gabriel Voisin vliegt langs de Seine in zijn water-zweefvliegtuig, voortgetrokken door een motorboot.
  - 23 juni: Eerste vlucht van de Wright Flyer III.
  - 5 oktober: Wilbur Wright maakt een vlucht van 38,9 km in de Flyer III en blijft bijna 40 minuten in de lucht boven Huffman Prairie in Dayton, Ohio.
  - 14 oktober: In Parijs wordt het FAI opgericht.
  - 30 november: Ferdinand von Zeppelins LZ2 luchtschip raakt bij de eerste vlucht beschadigd.
  - december: Neil MacDermid wordt in Canada in de lucht gebracht door een vlieger genaamd "The Siamese Twins", ontworpen door Alexander Graham Bell.
- 1906
  - 18 maart: Traian Vuia zou een vlucht hebben gemaakt met zijn Vuia 1 nabij Parijs. Dit zou de eerste vlucht geweest zijn waarbij het opstijgen zonder hulpmiddelen werd voltrokken. Dus geen rails bijvoorbeeld.
  - 12 september: De Deen Jacob Christian Ellehammer maakt zijn eerste vlucht met zijn Danemark I. Het vliegtuig is met een touw vastgemaakt aan een paal, en beschrijft een aantal cirkels op het eilandje Lindholm.
  - 13 september: Alberto Santos-Dumont maakt zijn eerste succesvolle gemotoriseerde vlucht met zijn 14-bis van 11 meter. De eerste gemotoriseerde vlucht boven Europa.
  - 30 september: De Gordon-Bennet-ballonrace vindt voor de eerste keer plaats. Deze wordt gewonnen door luitenant Frank Lahm van de US Army. Hij vliegt 647 kilometer met zijn ballon United States.
  - 9 oktober: De Zeppelin LZ3 vliegt voor de eerste keer.
  - 23 oktober: Alberto Santos-Dumont wint de Coupe d'Aviation Ernest Archdeacon, als hij met zijn 14-bis in Bois de Boulogne te Neuilly-sur-Seine 60 meter weet af te leggen. Omdat deze vlucht officieel werd bijgewoont door de FAI, wordt deze vlucht gezien als de eerste vlucht boven Europa.
  - 13 november: Alberto Santos-Dumont legt een afstand af van 220 meter. Dit wordt gezien als de eerste officieel geobserveerde vlucht.
- 1907
  - De Blériot V van Louis Blériot maakt zijn eerste vlucht, dit is de eerste succesvolle eendekker.
  - 16 maart: Léon Delagrange vliegt met de Voisin biplane in het Bois de Boulogne bij Neuilly-sur-Seine een afstand van 9 meter.
  - 1 augustus: Het U.S. Army Signal Corps richt een luchtvaartafdeling op.
  - 10 september: Het Britse leger zijn eerste luchtschip de Nulli Secundus maakt zijn eerste vlucht.
  - 29 september: Louis Charles Breguet en Charles Robert Richet demonstreren hun Gyroplane No. 1, de eerste helikopter die een mens optilt. De helikopter wordt bij het opstijgen nog wel in positie gehouden door mensen op grond.
  - 12 oktober: Augustus Gaudron steekt de Noordzee over in zijn luchtballon de "Mamouth". Hij start bij het Crystal Palace in Londen en eindigt 1.160 km verder nabij het Vänermeer in Zweden.
  - 19 oktober: Robert Esnault-Pelterie is de eerste piloot die een vliegtuig vliegt met behulp van een stuurknuppel bij Buc, Frankrijk.
  - 13 november: De Fransman Paul Cornu maakt de eerste succesvolle bemande helikopter vlucht.
- 1908
  - 13 januari: Henri Farman wint de Deutsch-Archdeacon Prijs door een rondvlucht te maken van 1 kilometer in 1 minuut en 48 seconden.
  - 29 maart: Léon Delagrange maakt nabij Parijs de eerste vlucht met een passagier, zijn vriend Henri Farman.
  - 14 mei: Charles Furnas is de eerste passagier boven het Amerikaanse continent als hij meevliegt met Wilbur Wright in hun aangepaste Wright 1905 Flyer.
  - 27 mei: Henri Farman maakt de eerste gemotoriseerde vlucht boven België tijdens de Gentse Vliegweek in Gent.
  - 30 mei: Eveneens te Gent maakt Henri Farman de eerste inofficiële vlucht met een vrouwelijke passagier, juffrouw Van Pottelsberghe de la Potterie.
  - 8 juni: Alliott Verdon Roe maakt de eerste gemotoriseerde vlucht boven Groot-Brittannië, boven Brooklands, Surrey.
  - 28 juni: Jacob Ellehammer maakt de eerste gemotoriseerde vlucht in Kiel boven Duitsland.
  - 4 juli: Glenn H. Curtiss wint de prijs van het tijdschrift Scientific American voor het vliegen van 1550m in 1 minuut en 42 seconden te Hammondsport.
  - 8 juli: Thérèse Peltier maakt officieel als eerste vrouwelijk passagier een gemotoriseerde vlucht. Dit gebeurde te Turijn met als vliegenier Léon Delagrange.
  - 28 juli: 2e luitenant der Genie Willem-Hendrik Schukking maakt de eerste zweefvlucht boven Nederland. Met een zelfgemaakt zweeftoestel de "Wright" vliegt hij 15 meter nabij Kamp van Zeist.
  - 17 september: Thomas Selfridge wordt het eerste dodelijke slachtoffer van een gemotoriseerde vlucht als hij samen met Orville Wright neerstort te Fort Myer, Virginia. Orville komt er levend maar zwaargewond vanaf.
  - 14 oktober: Henri Farman maakt de eerste vlucht tussen twee landen. Hij vliegt van Bouy naar Reims (27 km) in 20 minuten.
  - 16 oktober: Samuel Cody maakt de eerste officiële gemotoriseerde vlucht boven Groot-Brittannië in zijn British Army Aeroplane No. 1.
  - november: Horace, Eustace en Oswald Short beginnen Short Brothers, 's werelds eerste vliegtuigfabrikant, in Battersea (Londen) .
  - 31 december: Wilbur Wright zet een nieuw wereldrecord "langste vlucht", hij vliegt 124 km in 2 uur, 18 minuten en 53 seconden in Camp d'Auvours ten oosten van Le Mans. Hiermee wint hij 20,000 Franse francs uitgeloofd door Michelin.
- 1909
  - Fort Omaha Balloon School wordt de eerste U.S. Army school voor observaties vanuit de lucht.
  - 23 februari: John McCurdy maakt de eerste vlucht boven Canada in zijn Silver Dart. Hij maakt een vlucht van 804 meter te Baddeck, Nova Scotia.
  - 27 juni: Op initiatief van de suikerfabrikant Heerma van Voss vindt in Etten-Leur de eerste gemotoriseerde vlucht boven Nederland plaats. De piloot is de Franse Charles de Lambert.
  - 10 juli - 17 oktober: De ILA wordt voor de eerste keer gehouden in Frankfurt am Main.
  - 19 juli: Hubert Latham waagt de eerste poging om Het Kanaal over te vliegen, maar raakt halverwege te water.
  - 25 juli: Louis Blériot maakt de eerste succesvolle gemotoriseerde vlucht over Het Kanaal.
  - 22 augustus - 29 augustus: In het Franse Reims vindt de Grande semaine d’aviation de la Champagne plaats. Een groots opgezette vliegweek waarbij alle vooraanstaande pioniers van die tijd aanwezig zijn.
  - 8 september: Samuel Cody maakt de eerste heen-en-terug vlucht boven Groot-Brittannië. Hij vliegt van Aldershot naar Farnborough en weer terug.
  - 22 oktober: Raymonde de Laroche is 's werelds eerste vrouw die een solovlucht maakt met een gemotoriseerd vliegtuig.
  - 26 oktober: Marie Marvingt vliegt als eerste vrouw met een luchtballon over Het Kanaal.
  - 30 oktober: Kroonprins Albert van België krijgt zijn luchtdoop als hij tijdens de Antwerpse Vliegweek meevliegt met het luchtschip Zodiac III van de Franse Graaf Henri de la Vaux. De kroonprins krijgt voor deze actie huisarrest opgelegd door zijn vader.
  - 16 november: Die Deutsche Luftschiffahrt Aktiengessellschaft (DELAG) wordt in Frankfurt-am-Main opgericht. 's Werelds eerste luchtvaartmaatschappij.
  - 3 november:Alec Ogilvie patenteert zijn snelheidsmeter.
  - 20 november: Gijs Küller maakt als eerste Nederlander een gemotoriseerde vlucht. Hij doet dit in het Franse Mourmelon-le-Grand.

## 1910 tot 1920
- 1910
  - 7 januari: De Fransman Hubert Latham is de eerste piloot die een hoogte van 1000 meter weet te bereiken met een vliegtuig.
  - 10 - 20 januari: In Los Angeles vindt op het Dominguez Field de Los Angeles International Air Meet plaats. De eerste in Amerika.
  - 8 maart: Raymonde de Laroche wordt de eerste vrouw die een vliegbrevet in ontvangst mag nemen.
  - 10 maart: De Fransman Emil Aubrun maakt als eerste een nachtvlucht, in een Blériot IX, in Villalugano (Argentinië).
  - 13 maart: De Duitser Paul Engelhard maakt de eerste vlucht boven Zwitserland.
  - 28 maart: De Fransman Henri Fabre maakt de eerste succesvolle vlucht met een watervliegtuig.
  - april: De Franse luchtmacht wordt een zelfstandig onderdeel.
  - 28 april: De Fransman Louis Paulhan wint de race van Londen naar Manchester, uitgeschreven door de Daily Mail.
  - 2 juni: Charles Rolls maakt de eerste succesvolle retourvlucht over Het Kanaal.
  - 17 juni: De Roemeense ingenieur Aurel Vlaicu maakt een succesvolle vlucht in zijn Vlaicu I.
  - 9 juli: De Fransman Léon Morane zet een nieuw snelheidsrecord van 106 km/u.
  - 10 juli: Daniël Kinet stort neer tijdens een proefvlucht boven Gent, hij is hierdoor het eerste Belgische luchtvaartslachtoffer.
  - 12 juli: Charles Rolls stort neer nabij Bournemouth, hij is het eerste Britse luchtvaartslachtoffer.
  - 29 juli: Johan Hilgers maakt als eerste Nederlander een vlucht boven Nederlands grondgebied.
  - 27 augustus: Clément van Maasdijk stort neer tijdens een proefvlucht nabij Arnhem. Hij is het eerste Nederlandse luchtvaartslachtoffer.
  - 27 augustus: Frederick Baldwin en John McCurdy zenden als eerste een radiobericht uit vanuit een vliegtuig, een Curtiss.
  - 6 september: Blanche Stuart Scott is de eerste vrouw die een solovlucht maakt boven de Verenigde Staten (volgens de organisatie Early Birds of Aviation).
  - 16 september: Bessica Medlar Raiche is de eerste vrouw die een solovlucht maakt boven de Verenigde Staten (volgens het FAI).
  - 23 september: De Peruvaan Geo Chavez vliegt in een Blériot over de Alpen, van Brig naar Domodossola. Hij haalt hierbij een hoogte van 2200 meter, maar stort in Italië neer en overlijdt.
  - 25 november: Hélène Dutrieu haalt als eerste Belgische vrouw haar vliegbrevet.
  - oktober: De Roemeen Henri Coandă presenteert tijdens de 2e Internationale Luchtvaartsalon in Parijs zijn thermojet aangedreven vliegtuig, bekend als de Coandă-1910.
  - 2 oktober: Boven Milaan vindt de eerste botsing tussen twee vliegtuigen plaats. Beide piloten overleven de botsing, maar één raakt zwaargewond.
  - 14 oktober: Carl Cederström maakt de eerste officiële vlucht boven Noorwegen.
- 1911
  - 8 februari: Heinrich van der Burg maakt een vlucht met zijn eigen vliegtuig. Het eerste vliegtuigontwerp van Nederlandse bodem.
  - 18 maart: Gijs Küller maakt de eerste vlucht boven toenmalig Nederlands-Indië (het tegenwoordige Indonesië) boven Soerabaja.
  - 7 april: Adriaan Mulder ontvangt het eerste Nederlandse vliegbrevet.
  - 31 augustus: Anthony Fokker vliegt met zijn "Spin" rondjes rond de St. Bavokerk in Haarlem.
  - 6 oktober: Beatrix de Rijk haalt als eerste Nederlandse vrouw haar vliegbrevet.
- 1913
  - 16 april: In België wordt de Compagnie d'Aviateurs opgericht als zelfstandig legeronderdeel, en niet langer als onderdeel van de Genie.
  - 1 juli: In Nederland wordt de Luchtvaartafdeeling opgericht, voorloper van de Koninklijke Luchtmacht. Als eerste commandant wordt Henk Walaardt Sacré aangesteld.
- 1916
  - 26 juni: Victor Chapman van Lafayette Escadrille is de eerste Amerikaanse piloot die in actie wordt neergeschoten.
- 1919
  - 31 maart: de Belgische maatschappij SNETA: de voorloper van Sabena wordt opgericht.
  - 15 juni: De Britten John Alcock en Arthur Whitten Brown voltooien als eerste een non-stop vlucht over de Atlantische Oceaan.
  - 21 juli: Anthony Fokker richt in Amsterdam de Nederlandse Vliegtuigenfabriek op.
  - 1 augustus: in Amsterdam wordt de Eerste Luchtvaart Tentoonstelling Amsterdam geopend.
  - 7 oktober: de Nederlandse luchtvaartmaatschappij KLM wordt opgericht.

## 1920 tot 1930
- 1920
  - 17 mei: De KLM opent haar eerste lijndienst: Amsterdam - Londen.
- 1923
  - Victor Simonet maakt als eerste Belg een zweefvlucht boven België boven de heuvels van Remouchamps.
  - 23 mei: De Belgische luchtvaartmaatschappij Sabena wordt opgericht.
- 1924
  - 24 november: De KLM maakt zijn eerste intercontinentale lijndienst naar Nederlands-Indië, het betreft een proefvlucht zonder passagiers.
- 1925
  - 3 april: Edmond Thieffry, Joseph "Jef" De Bruycker en Leopold Roger komen aan in Leopoldville, en hebben daarmee de eerste succesvolle lijnvlucht van België naar Belgisch-Kongo volbracht.
- 1926
  - 6 januari: Lufthansa wordt, onder de naam Deutsche Luft Hansa Aktiengesellschaft, opgericht.
- 1928
  - 16 juli: KLM richt de KNILM op, voor vluchten binnen Nederlands-Indië en naar Zuidoost-Azië en Australië.

## 1930 tot 1940
- 1930
  - 6 april: Co van Tijen maakt een zweefvlucht boven Noordwijk, dit markeert het begin van de Nederlandse zweefvliegsport.
  - 28 november: Co van Tijen komt na 43 dagen aan in Bandoeng (Indonesië) en voltooit daarmee de eerste solovlucht van Nederland naar het toenmalige Nederlands-Indië.
- 1933
  - 7 oktober: Air France wordt opgericht.
  - 18 december: De KLM Fokker F.XVIII "Pelikaan" onder gezag van Iwan Smirnoff, maakt een recordvlucht naar Nederlands-Indië in vier dagen. Dit staat bekend als de kerstvlucht van de "Pelikaan".
- 1934
  - 15 december: KLM Fokker F.XVIII "Snip" maakt de eerste lijnvlucht naar toenmalig Nederlands West-Indië en doet Paramaribo en Curaçao aan.
- 1937
  - 26 april: Bombardement op Guernica
  - 6 mei: ramp met de zeppelin Hindenburg.
  - 19 oktober: De Stampe en Vertongen SV.4b, het meest succesvolle vliegtuig van Belgische makelij, maakt zijn eerste vlucht.

## 1940 tot 1950
- 1940
  - 14 mei: Bombardement op Rotterdam
- 1941
  - 18 april: Eerste testvlucht van de Messerschmitt Me 262, het eerste operationele straalvliegtuig ter wereld.
- 1942
  - 2 oktober: De eerste officiële vlucht van de Bell XP-59A prototype vindt plaats, dit was de eerste straaljager van de Amerikaanse luchtmacht.
- 1945
  - 14 februari: Bombardement op Dresden
  - 6 augustus: Eerste atoombom afgeworpen boven Hiroshima
- 1947
  - 14 oktober: Chuck Yeager, piloot bij de Amerikaanse Luchtmacht, vliegt in een Bell X-1 als eerste in rechte vlucht sneller dan het geluid.
  - 4 mei: Het Fiat G2 12 toestel met de ploeg van AC Torino, toen 4 maal op rij Italiaans kampioen, aan boord stortte neer in Superga nabij Turijn. Zie meer: Superga-vliegramp.

## 1950 tot 1960
- 1955
  - 1 januari: In Suriname wordt de Surinaamse Luchtvaart Maatschappij (Suriname Airways) opgericht.
  - 24 november: De Fokker F27 maakt zijn eerste vlucht en wordt het bestverkochte turboprop-passagiersvliegtuig aller tijden. Fokkers meest succesvolle naoorlogse vliegtuig.

## 1960 tot 1970
- 1968
  - 31 december: De Russische Tupolev Tu-144, het eerste supersonische passagiersvliegtuig, maakt zijn eerste vlucht. Enkele maanden later volgt de Engels-Franse Concorde.
- 1969
  - 9 februari: De Boeing 747, die meer dan 500 passagiers kan vervoeren, maakt zijn eerste vlucht. Dit is het begin van een schaalvergroting van passagiersvervoer door de lucht.

## 1970 tot 1980
- 1977
  - 27 maart: Grootste ramp uit de geschiedenis van de luchtvaart. Op het vliegveld van Tenerife kan een opstijgende Boeing 747 van de KLM een zich op de startbaan bevindende Boeing 747 van de Panam niet meer ontwijken. 583 Mensen komen om.
- 1979
  - 12 juni: Paul B. MacCready steekt met een luchtfiets het Kanaal over.

## 1980 tot 1990
- 1981
  - 29 maart: British Airways maakt zijn laatste vlucht met een Vickers VC-10.
- 1986
  - De Rutan Voyager vliegt non-stop en zonder bijtanken rond de wereld
- 1988
  - 28 augustus:Tijdens een vliegshow op de Duitse luchtbasis Ramstein Air Base botsen drie vliegtuigen van het Italiaanse stuntteam Frecce Tricolori in de lucht en één stort in het publiek. 67 toeschouwers en de drie piloten komen om, en er zijn honderden gewonden.
  - 21 december: Een Boeing 747 ontploft tijdens Pan Am vlucht 103 boven het Schotse Lockerbie als gevolg van een terroristische aanslag. Alle 259 inzittenden en 11 mensen op de grond komen om het leven.
- 1989
  - 7 juni: In Suriname, nabij het plaatsje Zanderij, stort een DC-8 van de Surinaamse Luchtvaart Maatschappij (SLM) neer. Een groot deel van het gelegenheids-voetbalelftal Kleurrijk Elftal komt hierbij om.
  - Cockie van Giessel wordt bij Transavia de eerste vrouwelijke gezagvoerder in Nederland.

## 1990 tot 2000
- 1995
  - 18 december: Eerste vlucht van een prototype van de NH-90 helikopter. Deze helikopter zal door de Nederlandse marine in gebruik genomen worden, als vervanging van de Westland Lynx.
- 1996
  - 15 maart: Fokker wordt officieel failliet verklaard.

Luchtvaart voor de 18e eeuw ·
18e eeuw ·
19e eeuw ·
20e eeuw ·
21e eeuw